# Sándor József (labdarúgó)
Sándor József (1900. október 18. – 1948. július 4.) válogatott labdarúgó, fedezet, majd edző.

## Pályafutása

### Klubcsapatban
A Ferencvárosban összesen 103 mérkőzésen szerepelt (50 bajnoki, 39 nemzetközi, 14 hazai díjmérkőzés) és 34 gólt szerzett (20 bajnoki, 14 egyéb).

### A válogatottban
1925 és 1927 között 3 alkalommal szerepelt a válogatottban.

### Edzőként
1937-ben 17 mérkőzésen a Ferencváros vezetőedzője volt.

## Sikerei, díjai

### Játékosként
- Magyar bajnokság
  - bajnok: 1925–26, 1926–27, 1927–28
  - 2.: 1924–25
- Magyar kupa
  - győztes: 1927, 1928

## Statisztika

### Mérkőzései a válogatottban
| Magyarország | Magyarország        | Magyarország                    | Magyarország | Magyarország | Magyarország  | Magyarország | Magyarország | Magyarország |
| #            | Dátum               | Helyszín                        | Hazai        | Eredmény     | Vendég        | Kiírás       | Gólok        | Esemény      |
| ------------ | ------------------- | ------------------------------- | ------------ | ------------ | ------------- | ------------ | ------------ | ------------ |
| 1.           | 1925. május 21.     | Budapest, Hungária körúti pálya | Magyarország | 1 – 3        | Belgium       | barátságos   | -            |              |
| 2.           | 1926. augusztus 20. | Budapest, Hungária körúti pálya | Magyarország | 4 – 1        | Lengyelország | barátságos   | -            |              |
| 3.           | 1927. április 10.   | Budapest. Üllői úti pálya       | Magyarország | 3 – 0        | Jugoszlávia   | barátságos   | -            | 54'          |
|              | Összesen            |                                 |              | 3            | mérkőzés      |              | 0            | gól          |